# Olulato
Olulato /=above, on high/ (isto i Ululato), jedno od plemena porodice copehan, uže skupine Patwin, koji su nekada živjeli na Ulatus Creeku i oko današnjeg Vacavillea u kalifornijskom okrugu Solano. Kod ranih autora za njih je postojalo još nekoliko sličnih naziva: Ullulata (Taylor), Ouloulatines (Choris, 1822), Ol-u-la’-to (Stephen Powers|Powers, 1877) i Hallapootas (Taylor, 1860).